# 6647 Josse
6647 Josse è un asteroide della fascia principale. Scoperto nel 1991, presenta un'orbita caratterizzata da un semiasse maggiore pari a 2,2058966 UA e da un'eccentricità di 0,1973563, inclinata di 1,14036° rispetto all'eclittica.